# Полтавський хлібокомбінат
«Полтавський хлібокомбінат» — публічне акціонерне товариство, виробник хлібобулочних виробів для Полтави та Полтавської області; концерн у складі трьох хлібозаводів: № 1, № 3 у Полтаві та Кохнівського хлібозаводу в Кременчузі.

## Історія
Підприємство розпочало свою діяльність 1933 року. Станом на 2006 рік займало 70 % ринку хлібобулочних виробів Полтави, на ньому працювало близько 600 робітників. До 2010 року частка концерну на ринку збуту міста скоротилася до 55 %. Частка на ринку Полтавського регіону в 2009 році становила 38,56 %.
В 2009 році на Сорочинському ярмарку коровай хлібокомбінату вагою 160 кілограм потрапив до Книги рекордів України.
Наприкінці 2000-х років хлібокомбінат зіткнувся з серйозними економічними труднощами, зокрема із заборгованістю по заробітній платі працівникам та оплаті енергоносіїв. Через газові борги хлібозаводи працювали з перебоями. У результаті восени 2010 року в Полтаві були серйозні проблеми з нестачою хліба, що викликало соціальну напругу.
В жовтні 2010 року підприємство придбав власник корпорації «Формула смаку» Андрій Табалов. В 2012 році ПАТ «Полтавський хлібокомбінат» було визнано банкрутом.

## Організаційні форми
У фонді трудового архіву Полтавської міської ради відображені наступні реорганізації підприємства:
- Полтавський хлібокомбінат Полтавського виробничого об'єднання хлібопекарської промисловості (1977—1994)
- Полтавське виробничо-торгове підприємство «Полтавахліб» (1994—1997)
- Відкрите акціонерне товариство «Полтавський хлібокомбінат» (1997- березень 2011)
- Публічне акціонерне товариство «Полтавський хлібокомбінат» (березень — липень 2011)
- Товариство з обмеженою відповідальністю «Полтавахліб» (з липня 2011 року)

## Скандали
Наприкінці 2000-х років, коли хлібокомбінат зіткнувся з серйозними економічними труднощами, зокрема із заборгованістю по заробітній платі працівникам та оплаті енергоносіїв, тодішній очільник підприємства Василь Гаврилюк пояснював ці проблеми кризою серед місцевих виробників, включно з хлібокомбінатом, спричиненою появою у Полтаві понад 60 торгових точок компанії «Кулиничі», що належить регіоналу Володимиру Мисику. За його словами, ці точки зайняли найкращі місця для продажу хлібобулочних виробів, тоді як хлібокомбінат та інші місцеві підприємства не отримали подібних можливостей. Гаврилюк стверджував, що звертався до міської та обласної влади з проханням про підтримку, надіславши понад 30 листів, але отримував лише формальні відписки з посиланням на законодавчі обмеження. Він також заявляв, що на нього неодноразово тиснули з вимогами продати хлібокомбінат, вдаючись до погроз та спроб вимагання хабарів. У підсумку, за словами Гаврилюка, він був змушений продати підприємство через ці обставини.